# Fußball-Oberliga Südwest 1989/90
Die Oberliga Südwest 1989/90 war die zwölfte Spielzeit der drittklassigen Oberliga.
Der im Vorjahr aus der 2. Bundesliga abgestiegene 1. FSV Mainz 05 wurde Meister und qualifizierte sich für die Aufstiegsrunde zur 2. Bundesliga, in der man in der Südgruppe im harten Kampf als Gruppenerster den Aufstieg sicherte. Seitdem spielen die Mainzer ununterbrochen im bezahlten Fußball. An der deutschen Amateurmeisterschafts-Endrunde nahm der FSV Salmrohr teil, der im Finale gegen den Rheydter SV 2:0 siegte und Deutscher Amateurmeister wurde.
Durch den Zweitligaaufstieg der Mainzer stiegen in dieser Saison nur zwei Vereine in die Verbandsligen ab, der SV Leiwen und der SC Birkenfeld. Allerdings musste die auf Tabellenplatz 16 eingekommene FSG Schiffweiler noch über drei Wochen nach dem letzten Spieltag am 12. Mai 1989 warten, bis am 6. Juni 1989 der Aufstieg der Mainzer feststand. Für beide Vereine war es die bisher letzte Oberligasaison (Stand 2017). Im Gegenzug stiegen zur Folgesaison die Saar 05 Saarbrücken (Saar), der SC Hauenstein (Südwest) und Sportfreunde Eisbachtal (Rheinland) als jeweiliger Verbandsligameister auf. Die Saison wurde von zwei überragenden Mannschaften geprägt, dem Meister aus Mainz und den Verfolgern aus Salmrohr. Beide Mannschaften kassierten nur eine Saisonniederlage und lieferten sich lange ein Kopf-an-Kopf-Rennen. Die Mainzer blieben dabei bis zum vorletzten Spieltag ungeschlagen und waren damit aufgestiegen. Das letzte Spiel in Salmrohr ging dann auch prompt mit 0:2 verloren.

## Abschlusstabelle
| Pl. | Verein                   | Sp. | S  | U  | N  | Tore    | Diff. | Punkte |
| --- | ------------------------ | --- | -- | -- | -- | ------- | ----- | ------ |
| 1.  | 1. FSV Mainz 05 (A)      | 34  | 29 | 4  | 1  | 093:200 | +73   | 62:60  |
| 2.  | FSV Salmrohr             | 34  | 27 | 6  | 1  | 088:230 | +65   | 60:80  |
| 3.  | Borussia Neunkirchen     | 34  | 21 | 5  | 8  | 076:440 | +32   | 47:21  |
| 4.  | FK Pirmasens             | 34  | 19 | 7  | 8  | 077:550 | +22   | 45:23  |
| 5.  | Eintracht Trier          | 34  | 16 | 8  | 10 | 063:420 | +21   | 40:28  |
| 6.  | Wormatia Worms           | 34  | 14 | 12 | 8  | 050:370 | +13   | 40:28  |
| 7.  | SV Edenkoben             | 34  | 10 | 16 | 8  | 045:430 | +2    | 36:32  |
| 8.  | Südwest Ludwigshafen     | 34  | 11 | 11 | 12 | 048:580 | −10   | 33:35  |
| 9.  | Hassia Bingen            | 34  | 10 | 11 | 13 | 038:500 | −12   | 31:37  |
| 10. | FSV Saarwellingen        | 34  | 10 | 10 | 14 | 041:470 | −6    | 30:38  |
| 11. | TuS Mayen (N)            | 34  | 9  | 12 | 13 | 038:540 | −16   | 30:38  |
| 12. | 1. FC Saarbrücken Am.    | 34  | 7  | 13 | 14 | 042:620 | −20   | 27:41  |
| 13. | VfL Hamm                 | 34  | 7  | 12 | 15 | 048:650 | −17   | 26:42  |
| 14. | 1. FC Kaiserslautern Am. | 34  | 7  | 11 | 16 | 048:610 | −13   | 25:43  |
| 15. | SV 1920 Geinsheim (N)    | 34  | 9  | 7  | 18 | 037:630 | −26   | 25:43  |
| 16. | FSG Schiffweiler (N)     | 34  | 7  | 9  | 18 | 046:750 | −29   | 23:45  |
| 17. | SV Leiwen                | 34  | 5  | 10 | 19 | 030:570 | −27   | 20:48  |
| 18. | SC Birkenfeld            | 34  | 3  | 6  | 25 | 030:820 | −52   | 12:56  |

| (N) | Aufsteiger aus den Verbandsligen 1988/89 |

## Südwestmeister
| 1. FSV Mainz 05 |
| Stephan Kuhnert (34 Spiele / 1 Tor) Bernd Münch (22/3) Mike Janz (31/3), Michael Schuhmacher (34/6), Hendrik Weiss (31/1) Frank Möller (34/5), Nenad Salov (18/3), Guido Schäfer (29/4), Olaf Kirn (34/6) Charly Mähn (33/22), Norbert Hönnscheidt (32/20) Trainer: Robert Jung |
| außerdem: Manfred Petz (Tor 1/-); Michael Müller (28/9), Maik Wolfgang (1/-), Michael Becker (31/4), Holger Dollak (3/–), Volker Geiß (?/?); Norman Klein (6/–), Patrick Mohr (30/5), Michael Traupel (7/-), Bernd Gersdorf(3/-) ohne Einsatz blieb: Michael Schmitt            |